# 诺基亚6650 fold
诺基亚6650是诺基亚于2008年6月推出的一款翻盖智能手机，操作系统為塞班S60。诺基亚6650fold使用的电池是BP-4L，待机时间非常长。
诺基亚6650fold机盖有一个屏幕，上有三个触摸按键，可操控。
1. ↑  . GSMArena.com.   [2 January 2009]. （原始内容存档于2013-03-11）.
2. ↑  . Phone Arena.   [2020-12-02]. （原始内容存档于2021-09-04） （美国英语）.
3. ↑  . Nokia.   [28 December 2014]. （原始内容存档于28 December 2014）.